# Carlos Pérez Soto

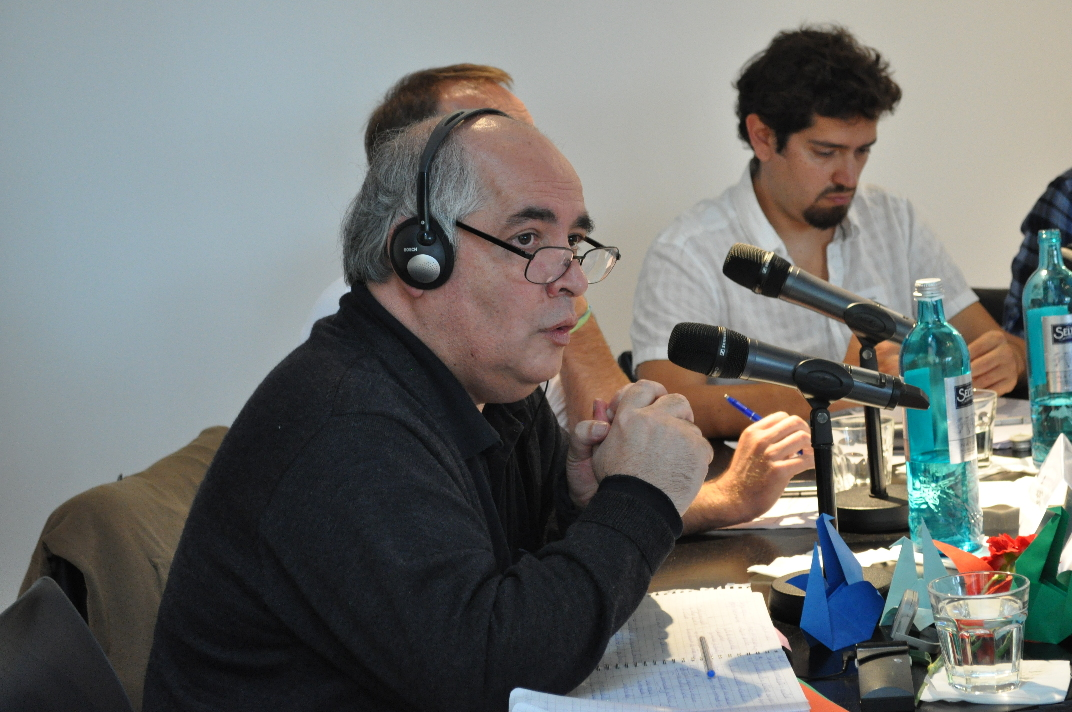
Carlos Pérez Soto auf einem in Deutschland von medico international organisierten Seminar

Carlos Pérez Soto (* 6. Oktober 1954 in Santiago de Chile) ist ein chilenischer Physiklehrer, der an verschiedenen Universitäten in Lehre und Forschung auf Gebieten der Sozialwissenschaften tätig ist und mit seinen Veröffentlichungen ein breites Themenfeld abdeckt: Wissenschaftsphilosophie und Erkenntnistheorie, Politische Philosophie und Marxismus, Geschichte des Tanzes, Antipsychiatrie.

## Leben
Im Jahr 1972 wurde er an der Fakultät für Bildung der Universität von Chile in den Lehramtsstudiengang Physik aufgenommen, wo er 1979 das Staatsexamen in Physik ablegte und sich damit für das Lehramt der Physik an Oberstufen qualifizierte, seinem einzigen förmlichen akademischen Grad. Wenngleich er sein Studium in Zeiten des Aufschwungs der Studentenbewegung während der Regierung von Salvador Allende begann, verlief der größte Teil seines Studentenlebens in den Jahren der chilenischen Militärdiktatur.
Zwischen 1975 und 1999 arbeitete er als Physiklehrer an Schulen der enseñanza media (der Sekundarstufe des chilenischen Bildungssystems) an Gymnasien und Schulen in Santiago.

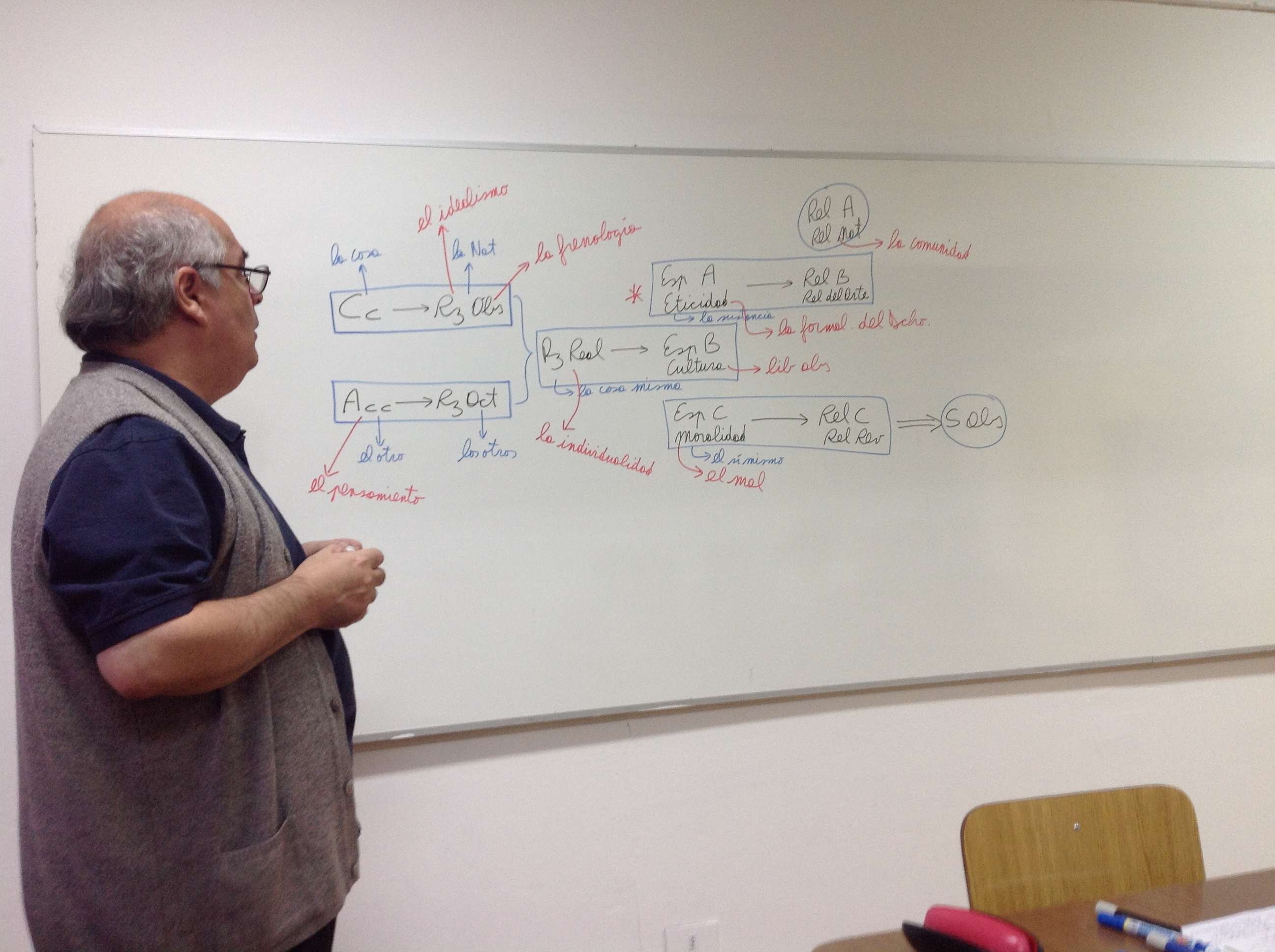
Carlos Pérez Soto unterrichtet eine Klasse über Hegels Phänomenologie des Geistes

Seine Tätigkeit als Hochschullehrer begann im Jahr 1984 am Instituto de Arte y Ciencias Sociales (Institut für Kunst und Sozialwissenschaften), einem Sammelbecken für in Opposition zur Pinochetdiktatur stehende Intellektuelle, das 1991 zur Universität ARCIS (Universität für Kunst und Gesellschaftswissenschaften) wurde. Als Hochschullehrer erteilte er weiterhin Kurse zur Erkenntnistheorie und Wissenschaftsphilosophie an Studienbereichen der Psychologie, zunächst an der Universität Diego Portales und danach an der Universität von Chile. Gegen Ende der 80er Jahre war er bereits unter Studenten und Akademikern wegen seiner kritischen Haltung, seiner marxistischen Analysen und seiner konkreten politischen Vorschläge wohlbekannt. In diesem Zusammenhang wurde er zur Erteilung von Kursen und Vorträgen an zahlreichen chilenischen Universitäten eingeladen, sodass die darauf folgenden Jahre von einer intensiven Lehrtätigkeit geprägt waren.
Im letzten Jahrzehnt hielt er reguläre Vorlesungen und wahlfreie Seminare an der Universität von Chile (Jurafakultät), an der Katholischen Universität von Valparaíso (Studienbereich Psychologie), an der Universität Andrés Bello (Studienbereich Soziologie), an der Universität von Santiago (Abteilung Philosophie), an der Universität Akademie für Christlichen Humanismus (Hochschule für Tanz) und an der Universidad Finis Terrae (Hochschule für Theater).
Gegen Ende der 90er Jahre begann er außerdem, auch außerhalb Chiles einige Seminare und Vorträge zu halten, nämlich an der Autonomen Universität Barcelona, über Hegel (1997) und über Marxismus (1999), sowie auch in Cali, an der Universidad del Valle, über Erkenntnistheorie und Dialektik (1998).

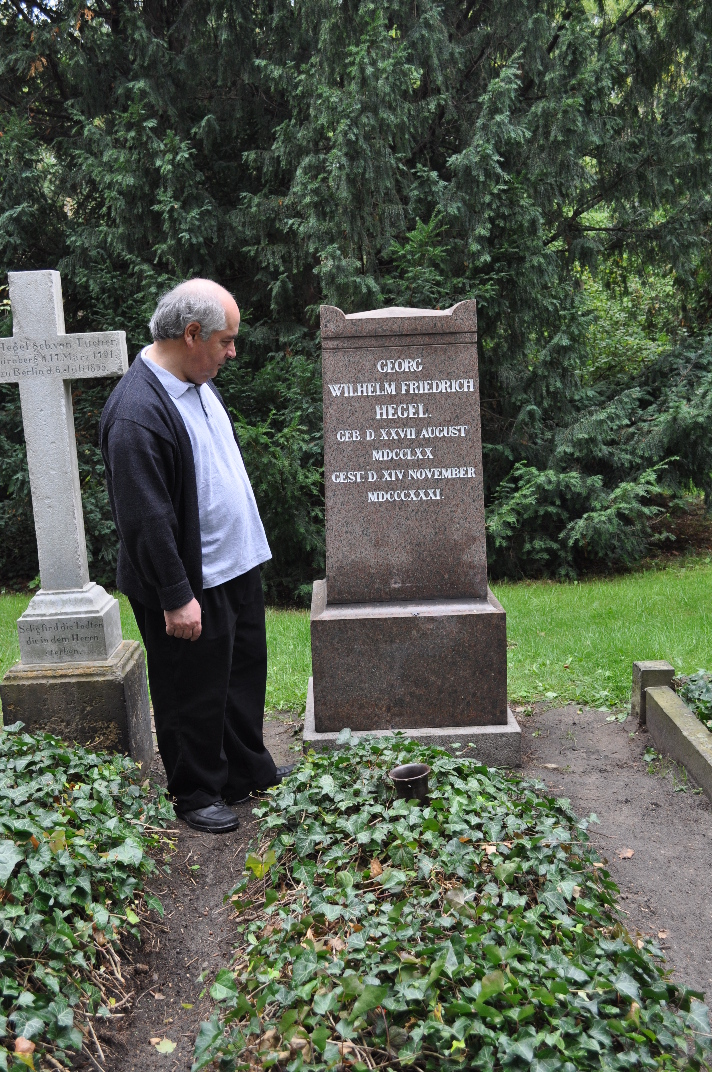
Pérez Soto am Grab Hegels in Berlin

An der Universität ARCIS, wo er den Großteil seiner akademischen Tätigkeiten ausübt, arbeitete er in der Lehre bei regulären Kursen im Studienbereich Psychologie (Psychologische Theorien und Systeme) und in den Studienbereichen Soziologie (Epistemologie; Klassiker des sozialen Denkens — Marx; Wissenschaft, Technologie und Gesellschaft), Philosophie (Wissenschaftsphilosophie), Politikwissenschaften (Theorie der Macht und des Staates) und Tanzpädagogik (Geschichte des Tanzes), sowie als Senior Researcher des Centro de Investigaciones Sociales (Zentrum für gesellschaftswissenschaftliche Forschung) und als Koordinator für Akademische Informatik.
Als marxistischer Intellektueller ist er von der linken Presse in Chile mit einiger Häufigkeit interviewt worden, hauptsächlich wegen seiner relevanten theoretischen Beiträge zur politischen Diskussion. An der Studenten- und Schülerbewegung der Jahre 2011 und 2012 nahm er aktiv teil, indem er Analysen und Vorschläge zur Umgestaltung des chilenischen Bildungswesens beisteuerte.
Seine Klassenanalyse der Art von Gesellschaft, die unter dem neoliberalen Wirtschaftsmodell Gestalt annimmt, hat das Interesse internationaler Organisationen erweckt und Anlass für Vorträge zu diesem Thema gegeben.
Auch unter den Hegel-Spezialisten, sowie hinsichtlich der Rezeption von Hegel und Marx in der Frankfurter Schule, vor allem zu Herbert Marcuse, ist Carlos Pérez auf internationalen Treffen oft als Referent vorgesehen. Neben seiner umfangreichen Lehrtätigkeit in regulären Kursen und Wahlfächern an den Universitäten, führt er seit 2009 eine Reihe freier Semesterseminare zu Hegels Phänomenologie des Geistes durch, sowie über Marxismus und Psychoanalyse, Kritische Rechtstheorie, Geschichte des Marxismus, oder Carl Sagan: Einführung in die zeitgenössische Naturphilosophie.
Seit 2009 betätigt er sich außerdem als Dozent für Erkenntnistheorie im Rahmen mehrerer Graduierten-Programme (Master und Ph.D.) an der Universität Andrés Bello und an der Universität ARCIS, wobei er in seinen Vorlesungen und Seminaren die methodologischen Aspekte der Gesellschaftswissenschaften kritisch reflektiert. Er selbst pflegt sich als Physiklehrer vorzustellen, als “eine Provokation des akademischen establishments”, wie er sagt. Die Landespresse zieht es stattdessen vor, ihn als einen „großen Erkenntnistheoretiker“ zu zitieren.
Im Jahr 2013 entschloss er sich, seine Bücher unter der Creative-Commons-Lizenz, CC BY-NC-ND, zu veröffentlichen (die es gestattet, die Texte unter der Bedingung der Quellenangabe frei und unentgeltlich zu kopieren und zu verteilen; sie können weder verändert, noch zu kommerziellen Zwecken verwendet werden).

## Theoretischer Beitrag und wichtigste Ideen
Auf dem Gebiet der Erkenntnistheorie entwickelte er eine historische und dialektische Analyse des Wissenschaftsbegriffs, im Einzelnen:
- Die Entwicklung der Idee, dass die wissenschaftliche Methode als Legitimierungslogik der wissenschaftlichen Gemeinschaft betrachtet werden muss;
- der Vorschlag einer rationellen Rekonstruktion der Geschichte der Wissenschaftsphilosophie, von der aus es möglich ist, den sich aus der wissenschaftlichen ergebenden Anspruch auf Wahrheit zu kritisieren;
- die Entwicklung eines historischen Wissenschaftsbegriffs, ausgehend von einer marxistischen Kritik des erkenntnistheoretischen Anarchismus von Paul Feyerabend;
- die Formulierung einer Kritik der unter den Mittelschichten herrschenden öffentlichen Subjektivität, ausgehend von einer historischen und gesellschaftlichen Vorstellung von der modernen Psychologie.

Auf politischem Gebiet setzt Carlos Pérez bei seiner theoretischen Herangehensweise und seinen Vorschlägen auf den „hegelianischen Marxismus“, einer Position, die seiner Meinung nach zur philosophischen Grundlage für die Entstehung eines Marxismus neuen Typs werden könnte. Hierbei stechen folgende Beiträge hervor:
- Die Idee, dass die Bürokratie als eine Gesellschaftsklasse im marxistischen Sinne des Wortes "Klasse" zu betrachten ist;
- die Formulierung einer marxistischen Kritik des in den sozialistischen Ländern herrschenden Regimes, auf der Grundlage des Begriffs der Bürokratie als Klasse;
- eine kritische Bewertung der im fortgeschrittenen Kapitalismus erfolgten objektiven Bürokratisierungsprozesse;
- der Vorschlag einer Rekonstruktion der marxistischen Theorie auf der Grundlage einer materialistischen Lektüre von Hegels Philosophie.

Seine Vorschläge zu einer neuen Antipsychiatrie stellen auch ein politisches Programm dar. Sie konzentrieren sich auf eine tiefgreifende Kritik der psychiatrischen Praxis, die Notwendigkeit der Entmedikalisierung und Entprivatisierung der Symptome, um die Probleme in den wirklichen Bereich ihres Ursprungs, ihrer Herkunft und ihrer Aufrechterhaltung zurückzuführen: die soziale Sphäre. Unter anderen Differenzen zu den Postulaten der Antipsychiatrie des zwanzigsten Jahrhunderts (beispielsweise Laing, Cooper oder Basaglia) überwindet die von Pérez Soto vertretene "neue" Antipsychiatrie auch die paternalistischen Aspekte der "offenen Heime" und geht über die Logik der Organisierung einer humaneren und qualitativ besseren psychiatrischen Behandlung hinaus, um einer Antipsychiatrie den Weg zu bereiten, die von den Betroffenen selbst ausgeht. Abgesehen von der historischen Zusammenfassung und Verknüpfung, stechen hier vor allem zwei Einzelbeiträge von Carlos Pérez hervor:
- Die Entwicklung einer Kritik der Prozesse der Medikalisierung der Verhaltensstörungen;
- der Vorschlag von Unterscheidungsmerkmalen, die eine Kritik der Medikalisierung und Kommerzialisierung der heutigen Medizin gestatten.

Auf dem Gebiet von Kunst und Tanz sind bedeutende Beiträge:
- Sein Vorschlag einer theoretisch fundierten Rekonstruktion der Geschichte des modernen Tanzes in seiner europäischen Tradition für das zwanzigste Jahrhundert;
- sein Vorschlag technischer Merkmale zur Stilunterscheidung im zeitgenössischen Tanz;
- seine Vorschläge und theoretischen Unterscheidungen hinsichtlich der politischen Kunst, der politischen Verwendung von Kunst, sowie der Politik im Künstlermilieu.

Mit seinem zweiten Buch Das Kommentieren von Tanzstücken erklärte er, er habe seinen Ausflug in die Geschichte des Tanzes beendet, wie er sagt, um zur zentralen Achse seiner Entwicklungen zurückzukehren.

„Im Allgemeinen schreibe ich über Marxismus, das ist der Mittelpunkt all meiner Überlegungen. Von dort aus habe ich Ausflüge in die Erkenntnistheorie und die Wissenschaftsphilosophie, auf das Gebiet der kritischen Psychologie und der Antipsychiatrie unternommen. Wahrscheinlich werde ich ab jetzt viel mehr über hegelianische Philosophie schreiben, der ich lange Studienjahre gewidmet habe. Bis auf die allgemeineren Inhalte der Ästhetik und der Kunstgeschichte, stellt dieses Buch für mich das Ende eines Zyklus dar und einen Abschied.“

## Werke

### Bücher
- Sobre la condición social de la psicología (Über das soziale Wesen der Psychologie). Erste Ausgabe, ARCIS - LOM, Santiago, Oktober 1996; zweite erweiterte Ausgabe, LOM, Santiago, 2009, ISBN 978-956-00-0108-5.
- Epistemología de la ciencia (Erkenntnistheorie und Wissenschaft). Veröffentlichung des Instituts für Bildung und Pädagogik, Universidad del Valle, Santiago de Cali, Kolumbien, März 1998.
- Sobre un concepto histórico de ciencia (Über einen historischen Wissenschaftsbegriff). Erste Ausgabe, ARCIS - LOM, Santiago, Oktober 1998; zweite revidierte Ausgabe, LOM, Santiago, Juli 2008, ISBN 978-956-282-991-5.
- Comunistas otra vez, para una crítica del poder burocrático (Wieder Kommunisten, für eine Kritik der Bürokratenmacht). Erste Ausgabe, ARCIS - LOM, Santiago, 2001; zweite revidierte Ausgabe, LOM, Santiago, 2008, ISBN 978-956-282-988-5.
- Sobre Hegel (Über Hegel). Erste Ausgabe, Editorial Palinodia, Santiago, 2006; zweite revidierte Ausgabe, LOM, Santiago, 2010, ISBN 978-956-8438-05-0.
- Proposición de un marxismo hegeliano (Vorschlag eines hegelianischen Marxismus). Erste Ausgabe, Editorial Universidad ARCIS, Santiago, 2008; zweite revidierte und erweiterte Ausgabe, veröffentlicht im Internet unter Creative Commons Lizenz, 2013.
- Proposiciones en torno a la historia de la danza (Thesen zur Geschichte des Tanzes). Editorial LOM, Santiago, 2008, ISBN 978-956-00-0007-1.
- Desde Hegel, para una crítica radical de las ciencias sociales (Von Hegel aus, für eine radikale Kritik der Sozialwissenschaften). Editorial Itaca, Mexiko-Stadt, Mexiko, 2008, ISBN 978-968-9325-11-6.
- Una nueva antipsiquiatría (Eine neue Antipsychiatrie). Editorial LOM, Santiago, ISBN 978-956-00-0361-4.
- Comentar obras de danza (Das Kommentieren von Tanzstücken). Veröffentlicht im Internet unter Creative Commons Lizenz, 2013.
- Marxismo y movimiento popular (Marxismus und Volksbewegung). Veröffentlicht im Internet unter Creative Commons Lizenz, 2013.

### Artikel (Auswahl)
- En defensa de un marxismo hegeliano (In Verteidigung eines hegelianischen Marxismus), in der chilenischen Ausgabe von Actuelle Marx, ARCIS, 2003 (Referat gehalten auf der Konferenz Kommunismus, an der Universität Frankfurt, im November 2003)
- La danza como forma artística (Tanz als Kunstform), Zeitschrift Aisthesis Nº 43, Instituto de Estética, Katholische Universität von Chile, Juli 2008
- Derecho a la violencia y violencia del derecho (Das Recht auf Gewalt und die Gewalt des Rechts), Zeitschrift Derecho y Humanidades N° 20, Jurafakultät, Universität von Chile, 2012. Veröffentlicht in Brasilien in der Zeitschrift Arma da Critica, N° 4, Dezember 2012, in Latindex indexiert.
- Vaguedad en el realismo jurídico (Vagheit im juristischen Realismus), Zeitschrift Derecho y Humanidades N° 19, Jurafakultät, Universität von Chile, 2012